# Монастир Святого Іоанна (Мюштайр)
Бенедиктинський монастир Святого Іоанна в Мюштайрі (нім. Benediktinerkloster St. Johann in Müstair, фр. Couvent bénédictin de Saint-Jean-des-Sœurs, італ. Monastero benedettino di San Giovanni a Müstair, ромш. Claustra benedictina da Son Jon a Müstair) у долині Валь-Мюштайр у швейцарському кантоні Граубюнден є добре збереженим монастирем епохи Каролінгів. Монастир включений до Світової спадщини ЮНЕСКО 1983 року.

## Історія
Вважається, що монастир був заснований Карлом Великим, чия середньовічна скульптура в повний зріст розташована між середньою та південною апсидами монастирської церкви, або за його покровительства і наказу довіреною особою — єпископом Курським. Він був заснований під час каролінзького завоювання земель лангобардів (774) та баварів (778); дендрохронологічний аналіз найстаріших дерев'яних конструкцій церкви датує її також бл. 775 роком, через рік після підкорення Ломбардії.
Створення монастиря забезпечило контроль Курського єпископства над долиною Віншгау аж до 1816 року. Монастир, крім своєї основної функції, слугував опорним пунктом для імператора, для контролю за перетином торгових шляхів, прихистком для пілігримів, адміністративним центром єпископства. На фундаменті було просто зазначено Monasterium (монастир), від якого пішла (сучасна) ретеророманська назва долини та містечка Мюштайр (ромш. Müstair). Початково монастир був чоловічим, але вже з XII сторіччя він є монастирем жіночого ордену бенедиктинок.

## Присвята
Монастирська церква присвячена Івану Хрестителю; каплиця Св. Хреста (ймовірно приватна каплиця аббата) присвячена Животворному Хресту. Ще одна каплиця має подвійну присвяту — Св. Ульріху та Св. Миколаю.

## Опис
Територія монастиря оточена невисоким муром, містить монастирську церкву, каплиці, кладовище та житлові й господарські споруди.
Двоповерхова каплиця Св. Хреста, примітна за своїми закругленими т. зв. накладеними нішами, розташована на вході до кладовища. Нещодавні розкопки визначили, що на місці сучасної каплиці існувала попередня будівля майже таких самих розмірів, однак без бокових апсид — ймовірно це була одноповерхова каплиця, яка слугувала монастирською церквою монахам та робочим під час будівництва монастиря, і була перебудована у сучасну двоповерхову триапсидну каплицю у тому ж восьмому сторіччі.
У західній частині монастиря розташований господарський двір, відділений двома надбрамними вежами, збудованими бл. 1500 року; вежі закруглені назовні на гострі з внутрішньої сторони. Вежі реставровані в стилі рококо.
Подвійна каплиця Св. Ульріха та Св. Миколая має зовнішній вигляд у стилі раннього бароко з обрамленням сграффіто та виділеними чорним вікнами. У нижній каплиці можна побачити стукко-орнамент колишнього купола хорів — чотири фігури ангелів у вбранні античного вигляду. На захід до каплиці примикає триповерхова житлова вежа, оточена двоповерховими зальними будівлями.

## Каплиця Св. Хреста

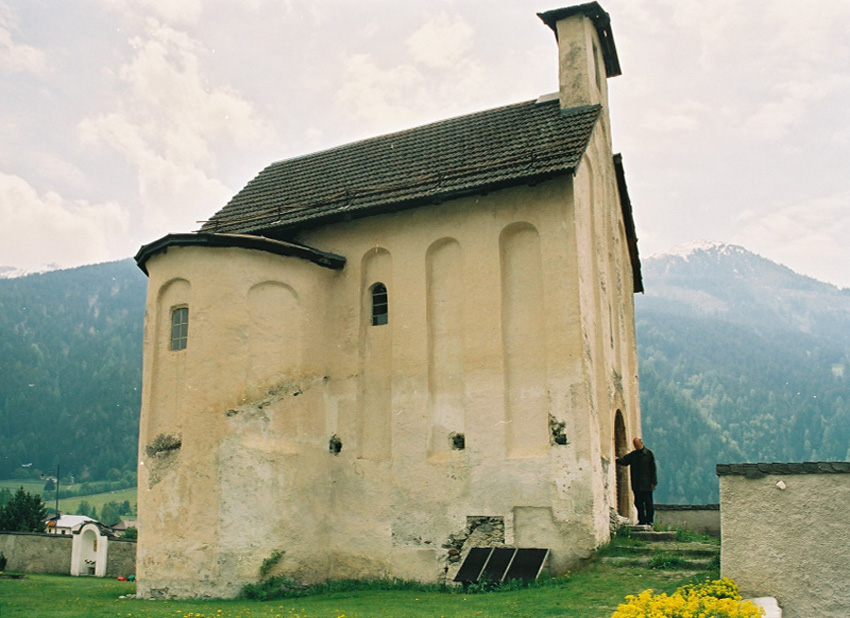
Каплиця Св. Хреста

### Архітектура
Каплиця має виміри бл. 6х12 метрів та два поверхи. Її хори створені у вигляді трилисника і є першими відомими хорами такого типу в Європі. Зовнішні стіни верхнього поверху висотою бл. 5 метрів з усіх боків оточені високими закругленими прибудованими нішами; окремі такі ніші мають вікна. Перший поверх має висоту лише трохи більше 2-х метрів та не має оточення нішами; вікна є тільки зі сторони хорів та облаштовані в стіні без додаткових обрамлень. Вхідний портал до верхньої церкви розташований з західного боку; над порталом розташована проста відкрита дзвіниця, яка можливо була надбудована пізніше. Більш пізній портал з південної сторони веде у нижню церкву.
Апсиди трилисникових хорів мають форму підкови, яку також можна побачити у старшій приблизно на 100 років вестготській архітектурі Піренейського півострова та у каролінзькій каплиці у Жерміньї-де-Пре (806 р.н. е.). При реставрації на зовнішньому фасаді були розкриті зображення аналогічних підков, але вони були знову приховані під захисним шаром тинькування.

### Використання
Щодо початкового використання каплиці та її розташування на монастирському кладовищі точних даних не має — два поверхи дозволяють говорити, що це була каплиця абата і її верхній поверх використовувався тільки людьми високого статусу, нижній поверх призначався для життя або молитви людей нижчого статусу.
Її нижній поверх починаючи з XVI сторіччя використовувався як склеп, а верхній, ймовірно, т. зв. «каплиця мертвих» (нім. Totenkapelle), тобто виключно для поховань та інших меморіальних цілей.
На обох поверхах можна побачити залишки фресок, хоча фрески нижнього поверху, які краще збереглися (серед них т. зв. «поховальний корабель»), були створені ймовірно лише у XVII–XVIII ст.

## Фрески
Каролінзькі фрески, якими монастирська церква була прикрашена бл. 800 року, є унікальною за характером та ступенем історично-культурною пам'яткою сакрального малюнка Раннього Середньовіччя і саме вони є основною причиною включення монастиря до Світової спадщини. Добре збереглися 135 окремих сцен. Вони були бл. 1200 року повністю замальовані новими фресками, а наприкінці XV ст. покриті тинькуванням, і знову відкриті лише наприкінці XIX ст. Серія сцен з життя Давида, яка обходила внутрішній простір церкви по колу, у 1908/09 році була перенесена до Швейцарського національного музею у Цюриху, решта була розкрита у 1947–1951 роках. Цикли каролінзьких фресок розташовані в п'яти горизонтальних смугах на північній і південній стінах інтер'єру. Один з найвідоміших мотивів, Втеча до Єгипту, розташований на північній стіні; три інші фреси в апсидах зображують Христа як Засновника Церкви, Правителя і Вчителя світу і як Переможця. Невідомі художники каролінзьких фресок в історії мистецтва іноді називається Майстер з Мюштайру.
Інша фреска (романіка, близько 1200 р.) знаходиться в центральній апсиді та зображує «Частування Ірода Антипи» з танцюючою Саломією, якій вдалося обезголовлювання Івана Хрестителя, покровителя церкви й монастиря.

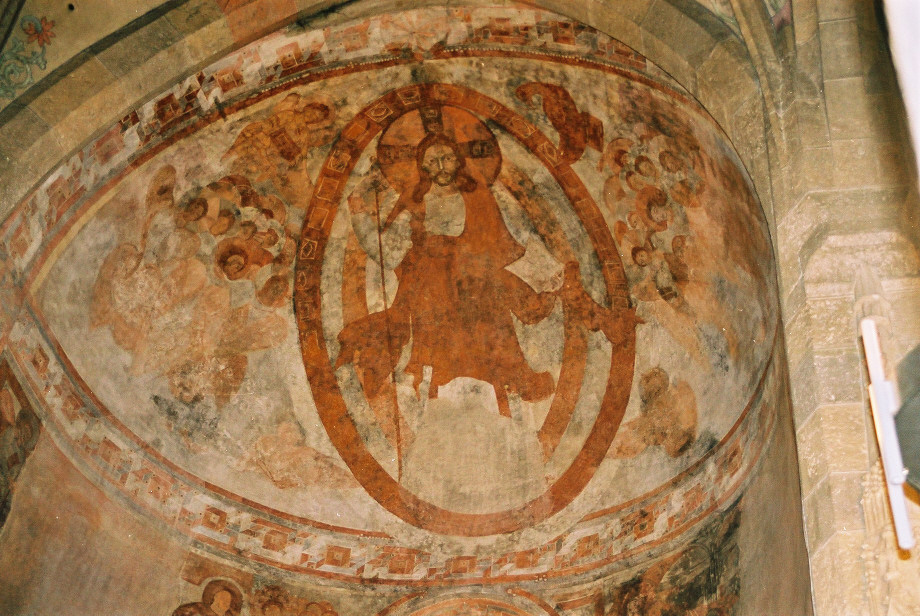
Христос Пантократор
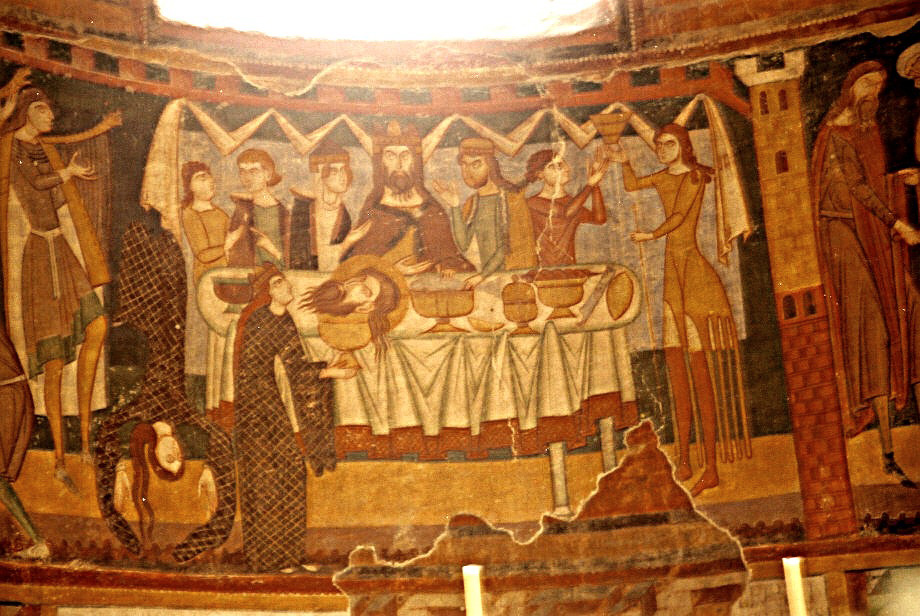
Частування Ірода Антипи з танцюючою Саломією
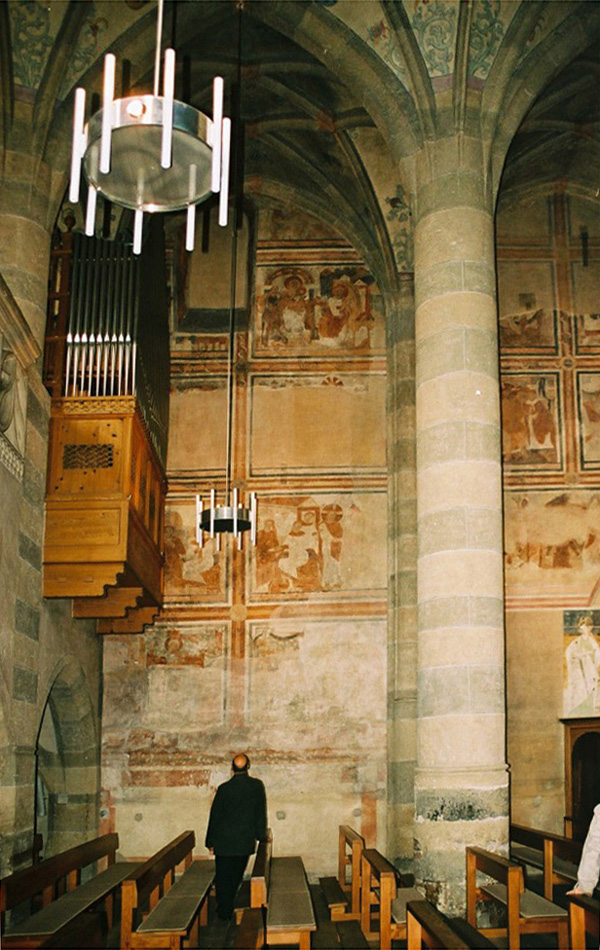
Каролінзькі фрески на північній стіні
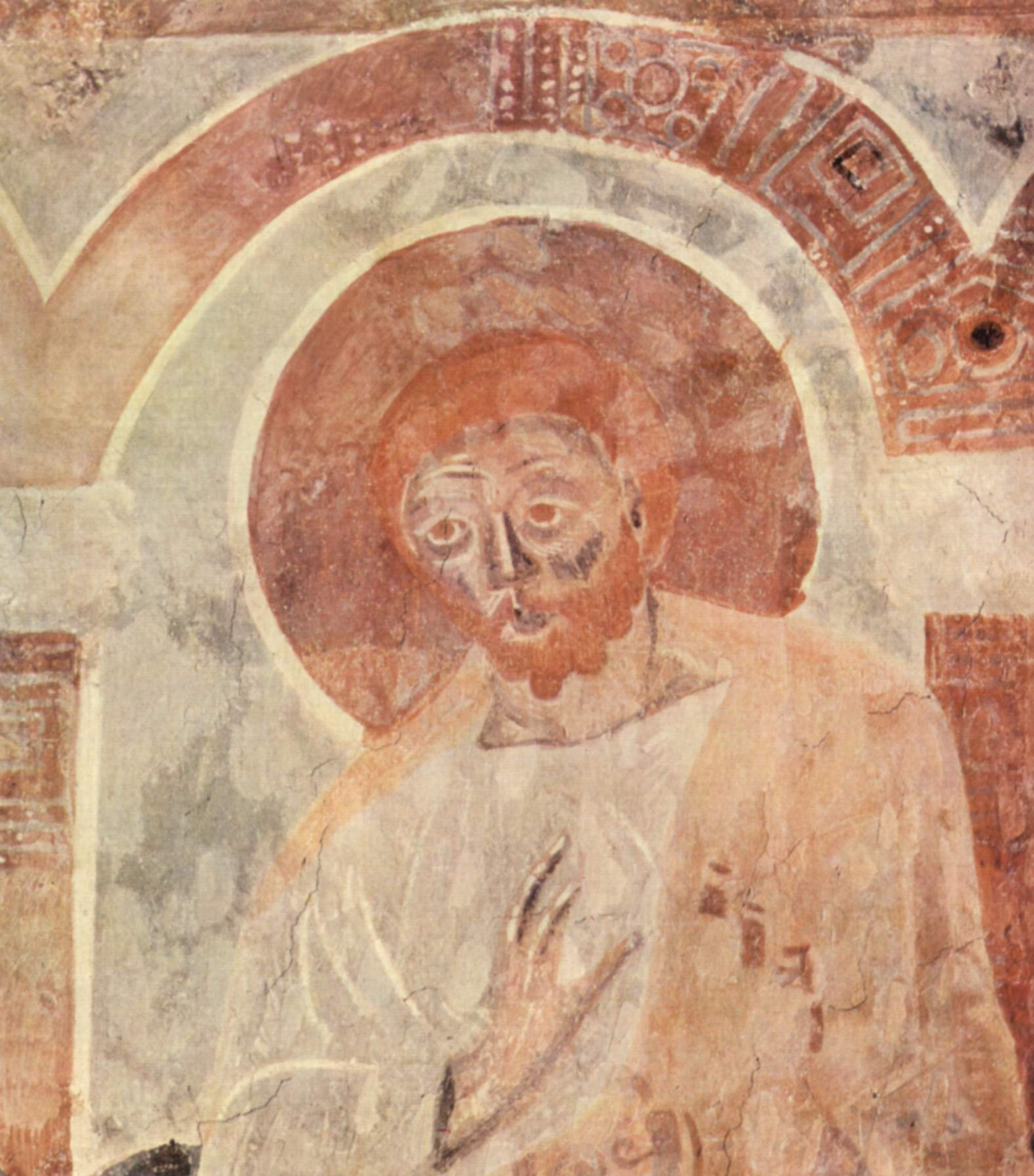
Фігура апостола, деталь
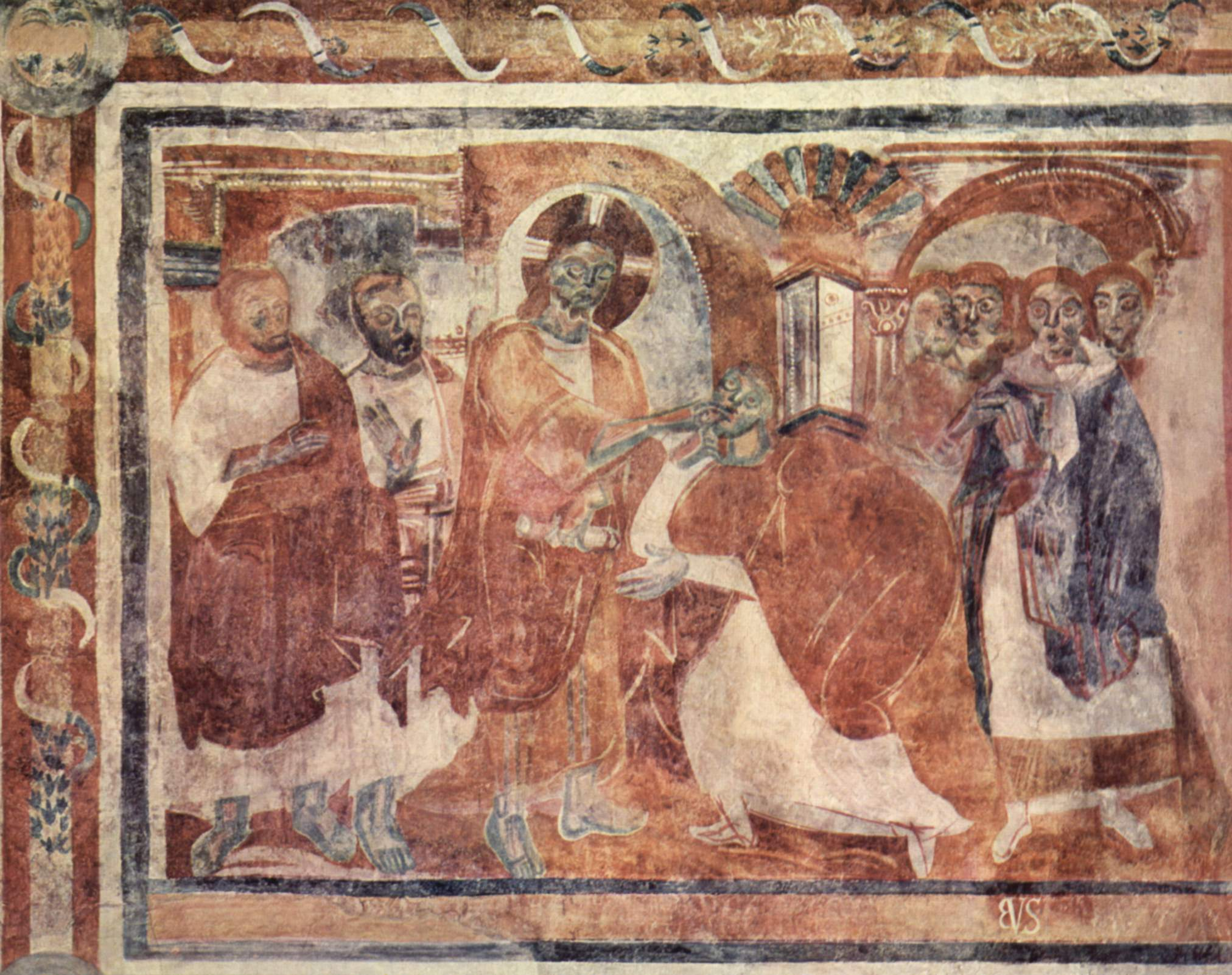
Христос зцілює глухонімого
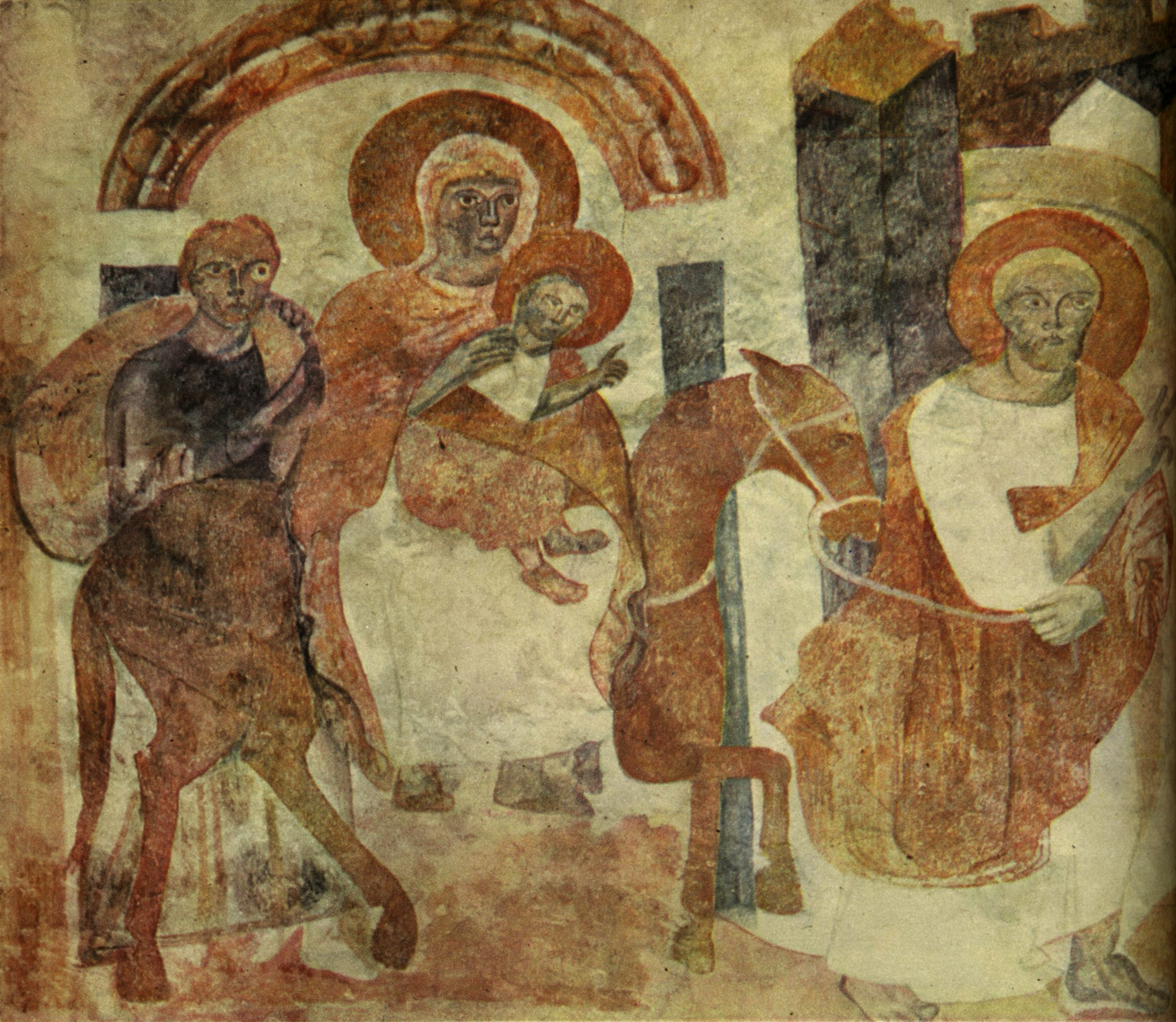
Втеча до Єгипту
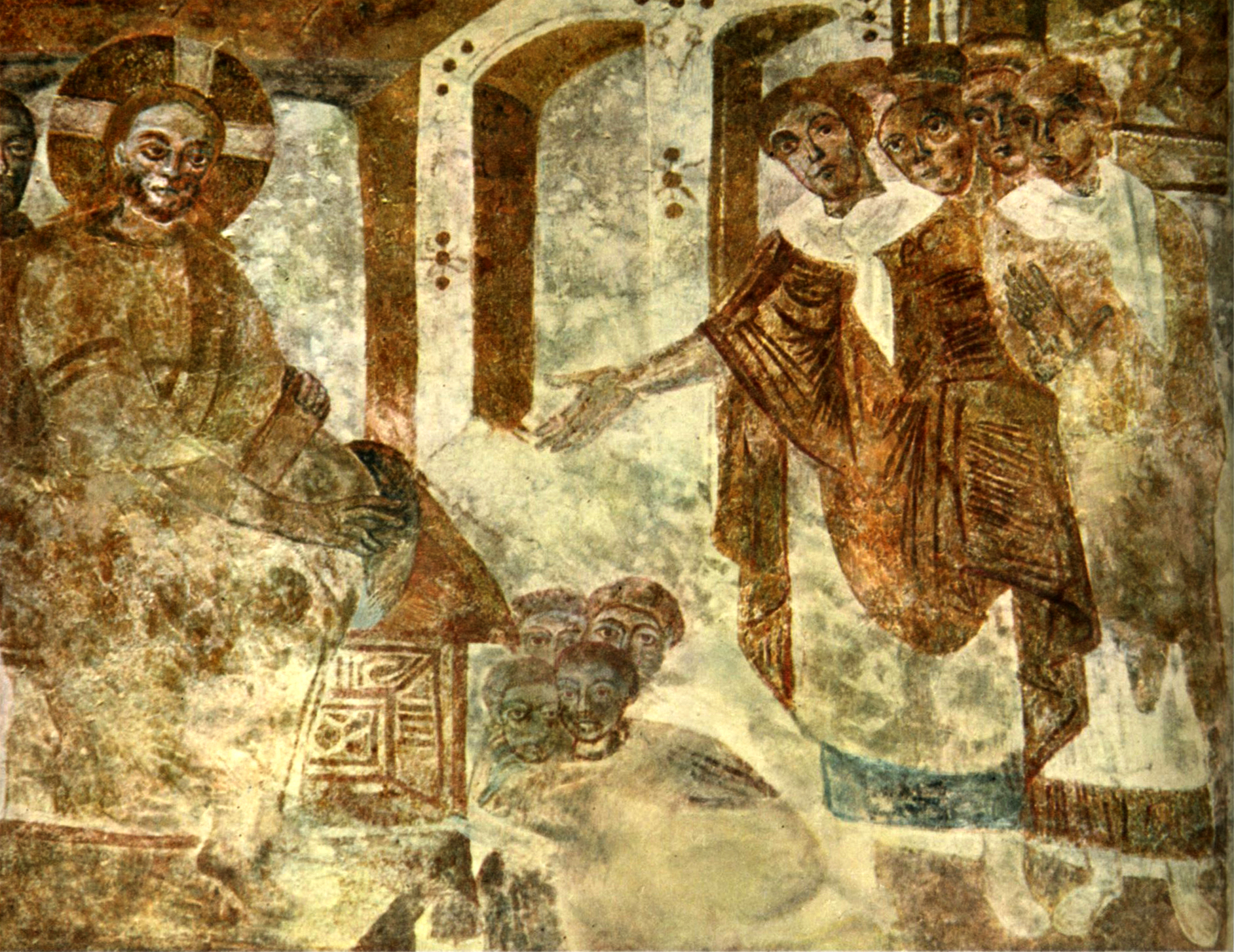
Христос та діти
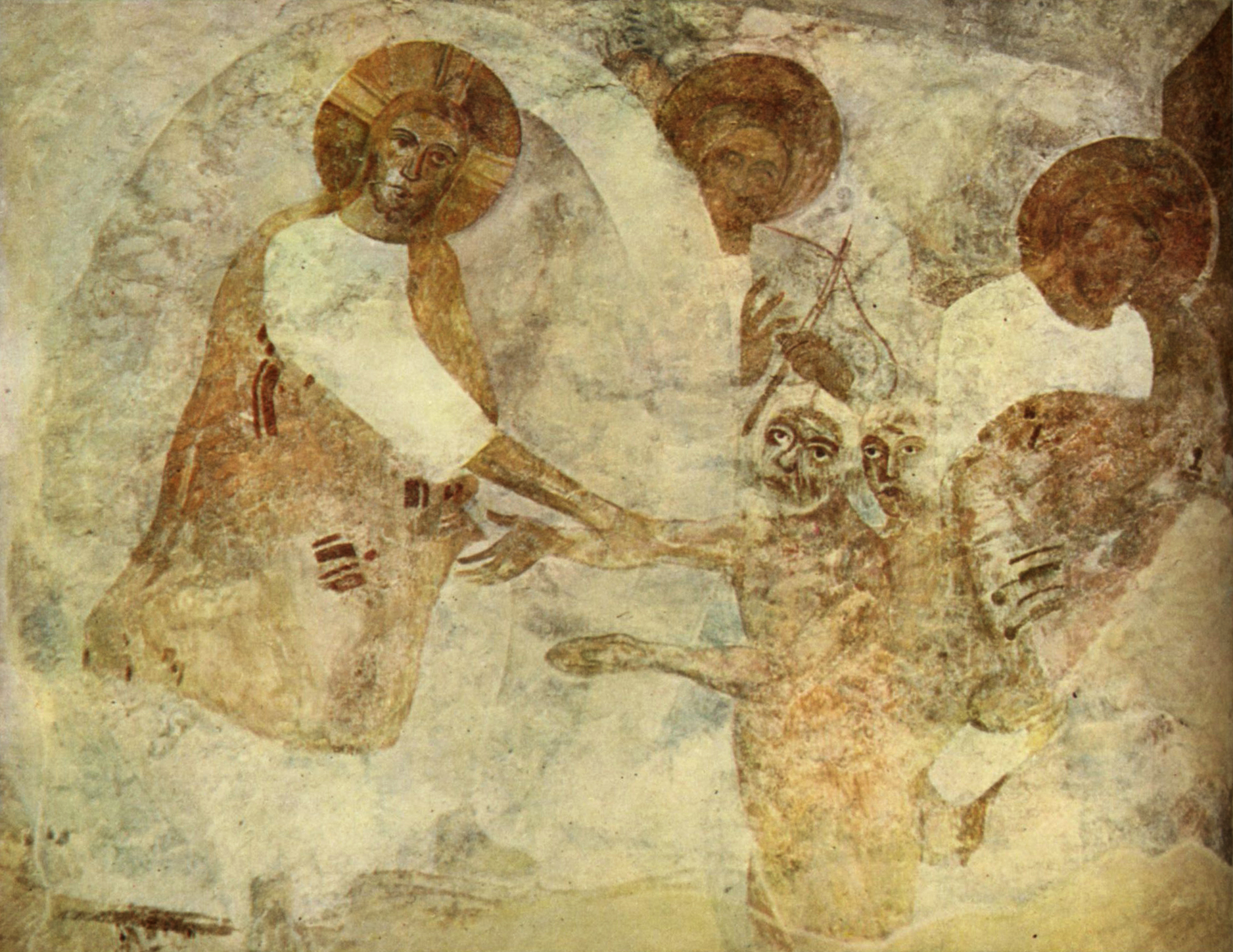
Христос сходить до Царства мертвих

## Монастирське життя
На кінець 2012 року в монастирі проживали 12 монахинь-бенедиктинок. Новою пріоркою з кінці січня 2013 року є Доменіка Детомас, яка вперше за 120 років є місцевою мешканкою та розмовляє ретеророманською мовою.

## Галерея

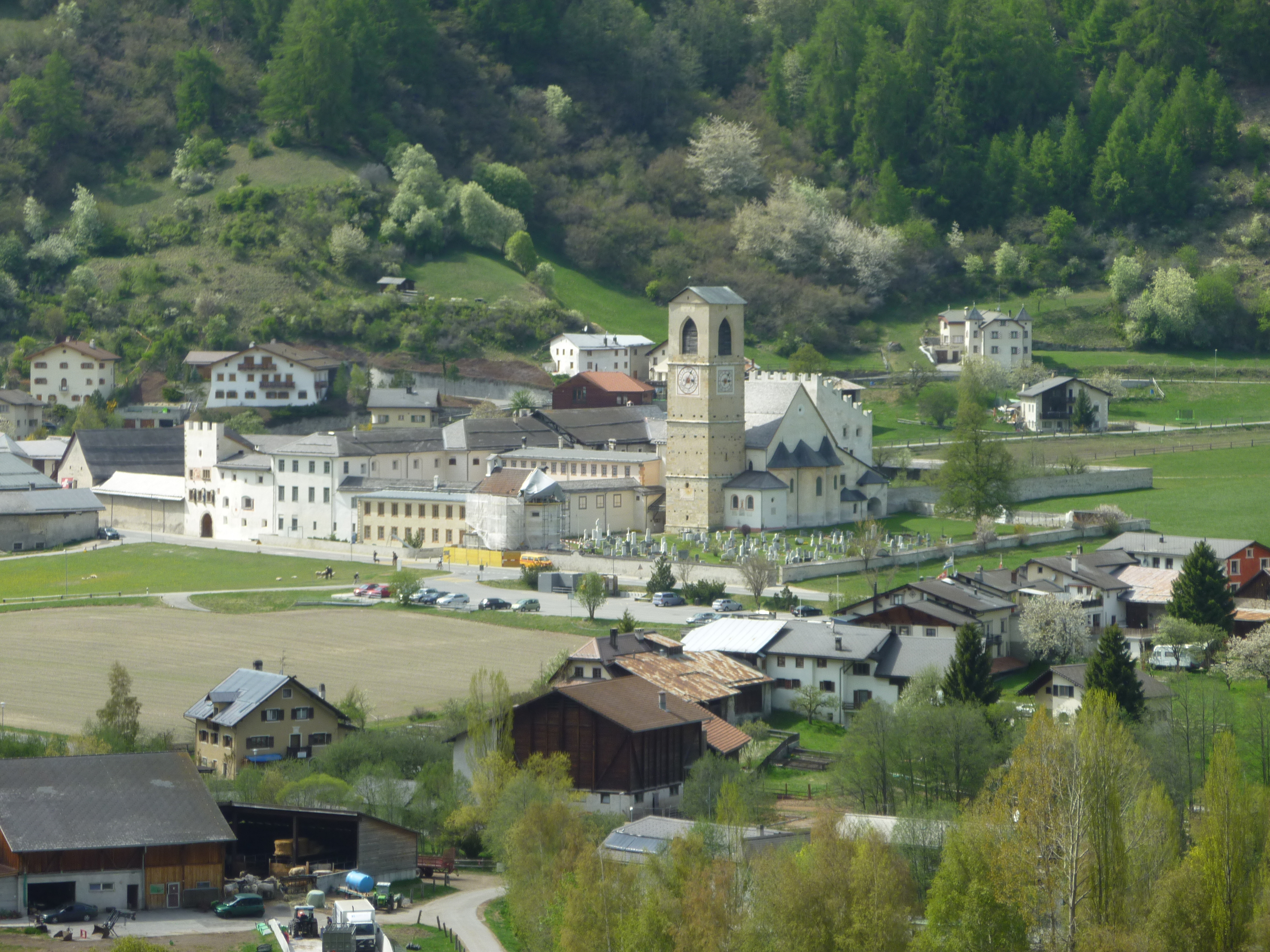
Монастир Св. Іоанна
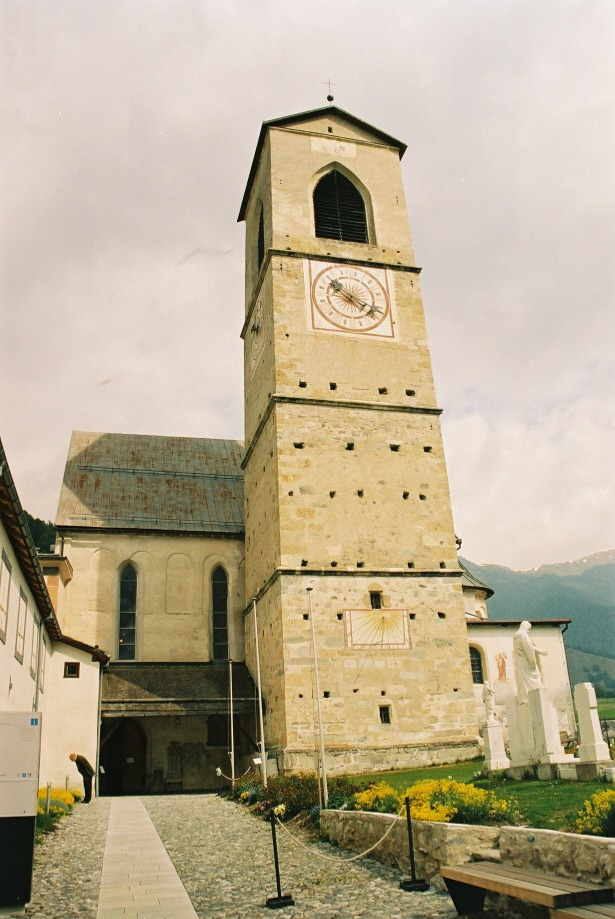
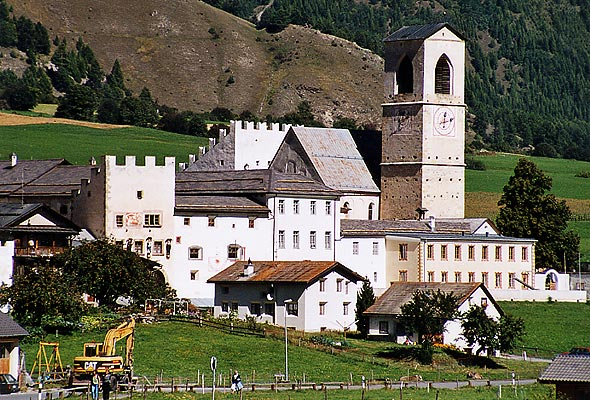
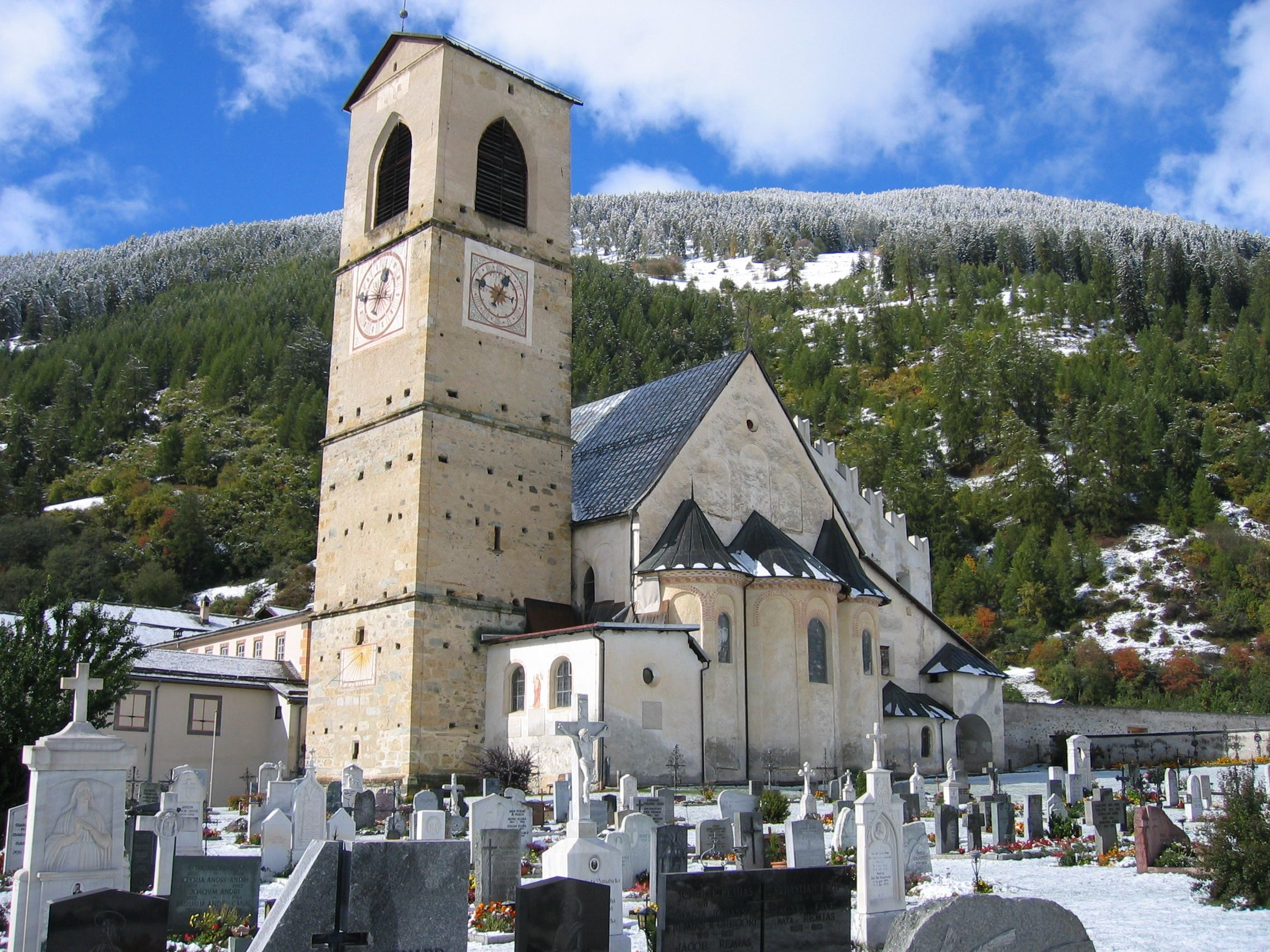
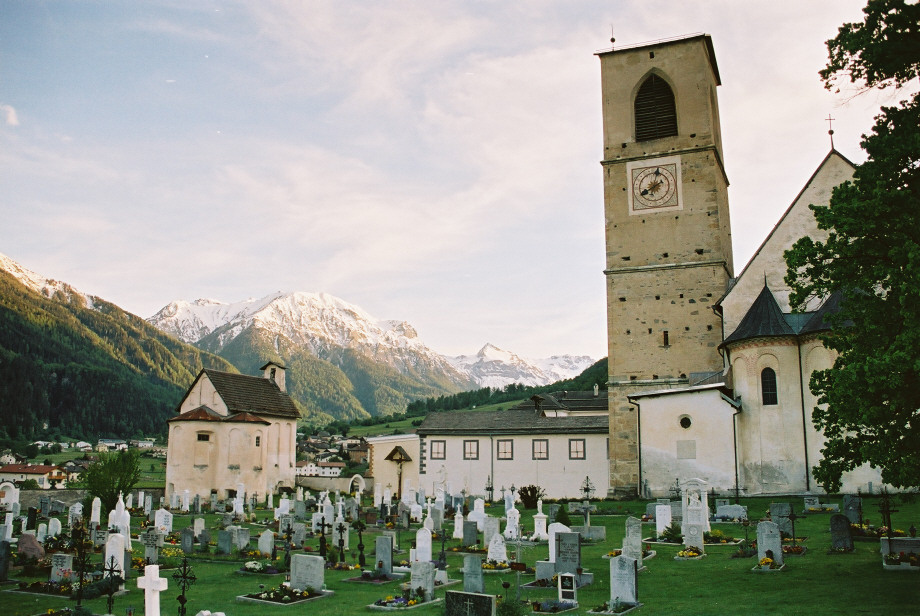
Монастирська церква
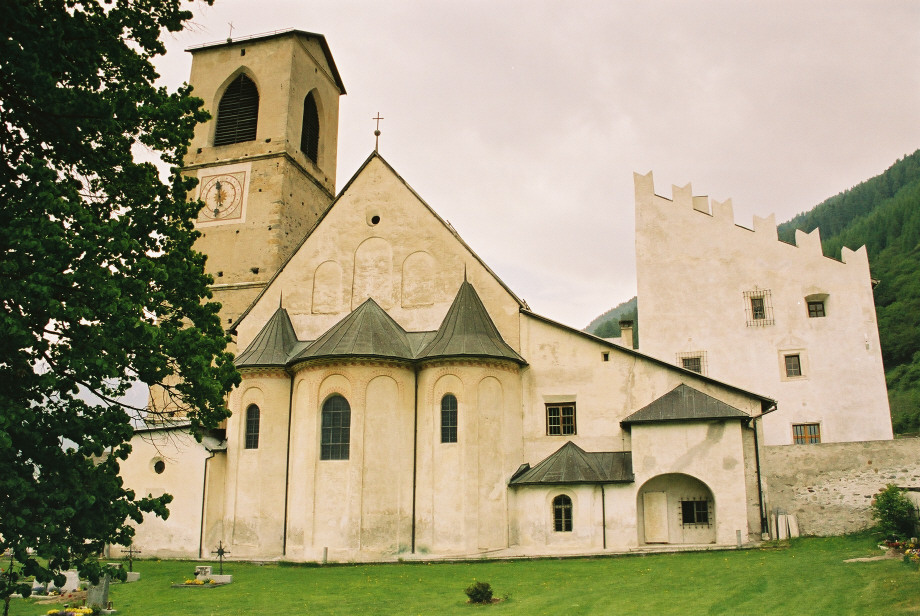
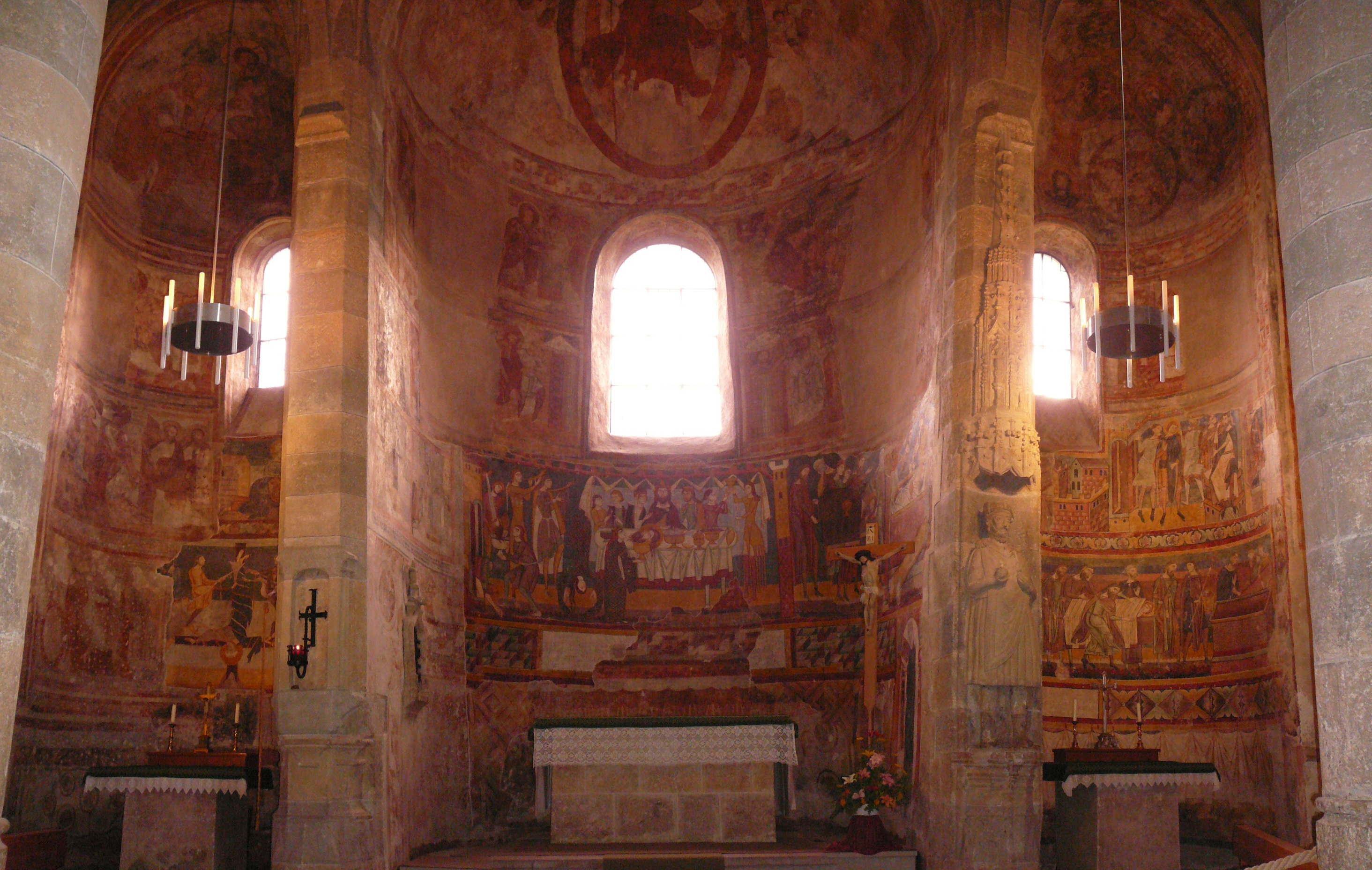
Тринавна церква
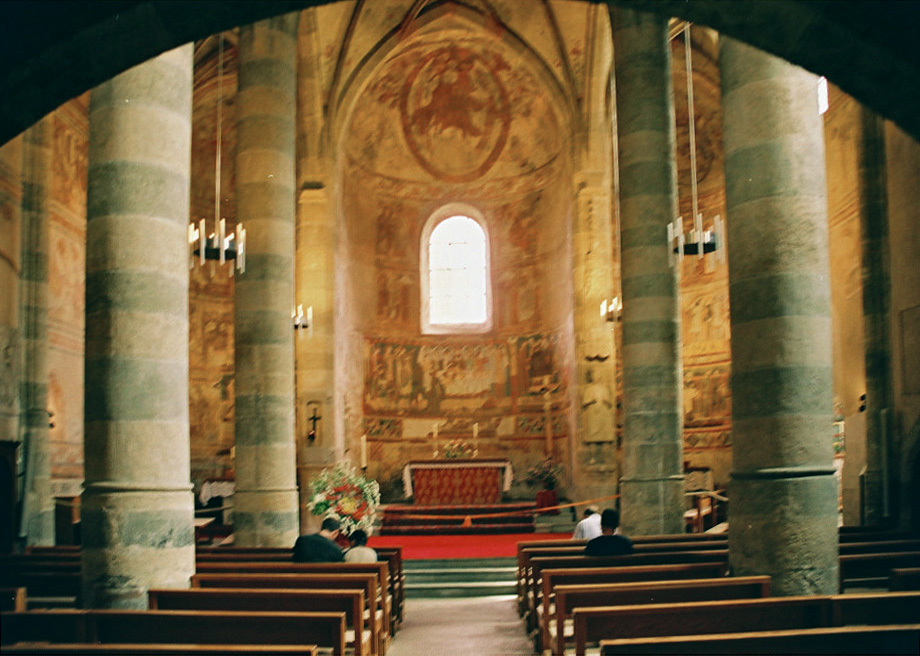
Внутрішній простір монастирської церкви з трьома апсидами
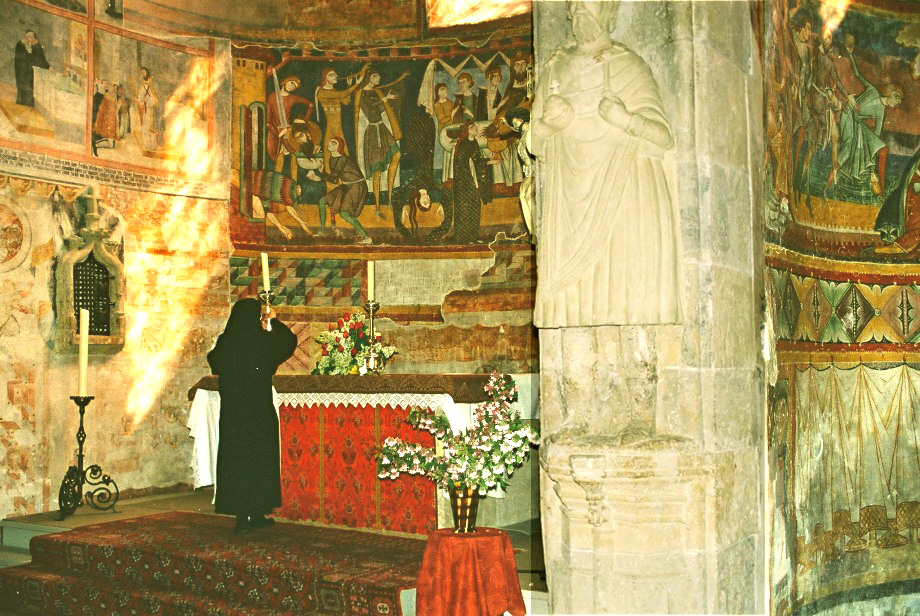
Центральна апсида з фрескою частування Ірода Антипи та статуєю Карла Великого
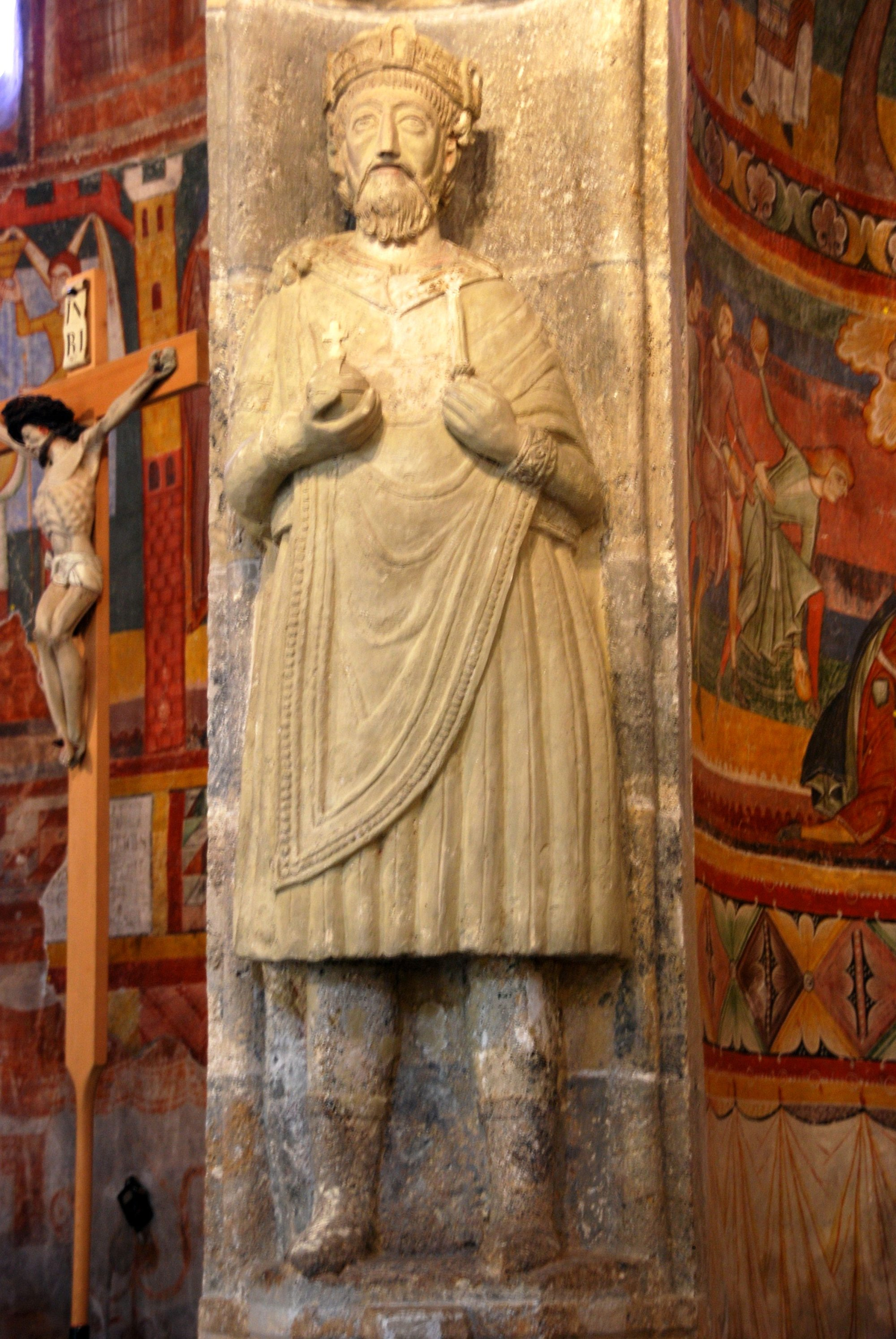
Статуя Карла Великого
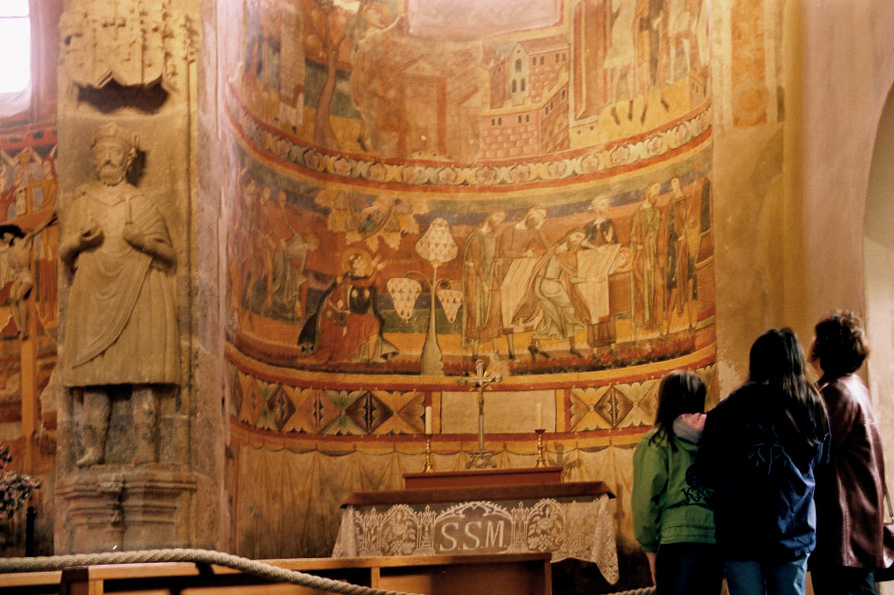
Південна апсида
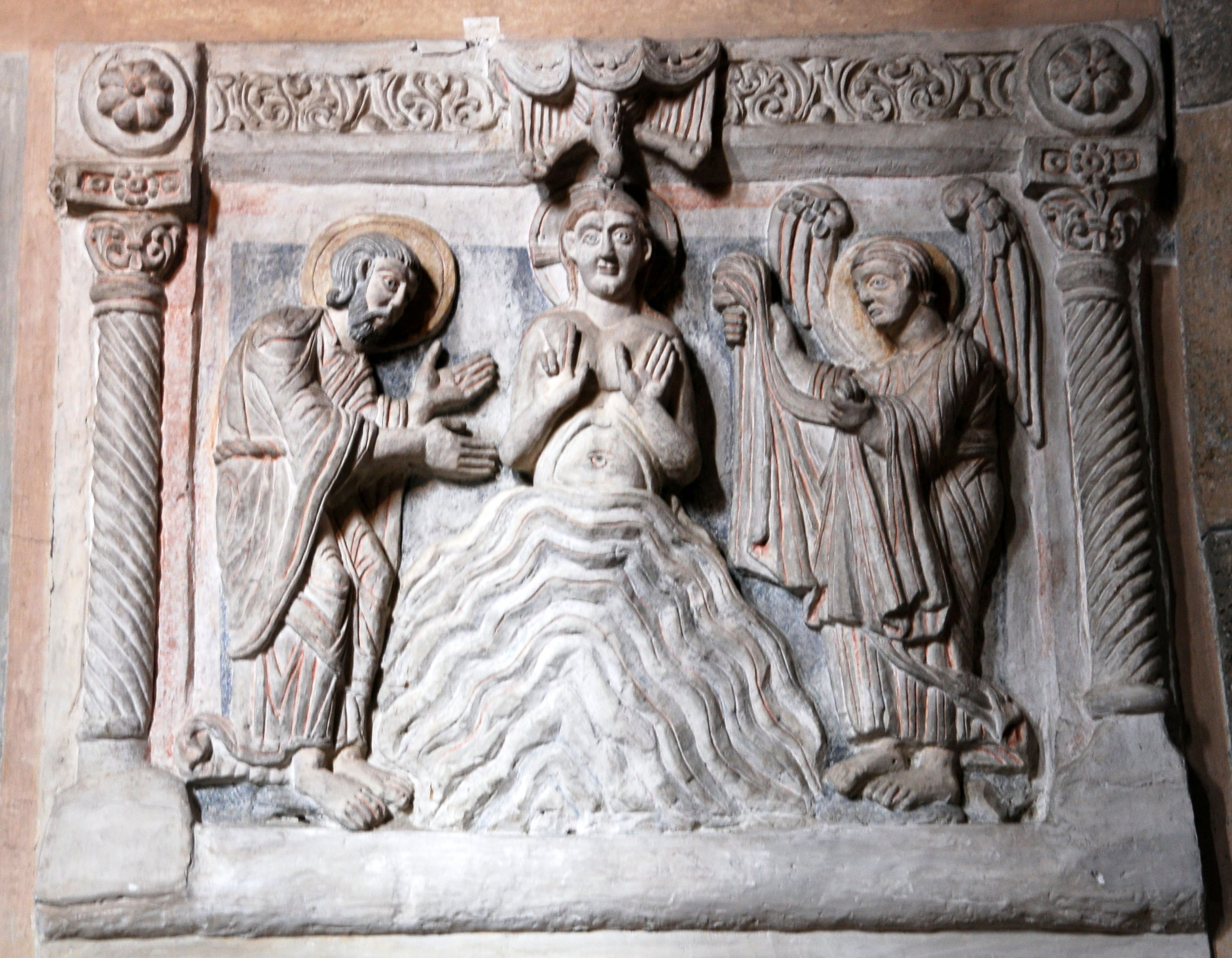
Рельєф на північній стіні монастирської церкви